# Zona metropolitana de La Laguna
La zona metropolitana de La Laguna es un área metropolitana de México, conformada por 5 municipios: 3 del estado de Coahuila y 2 del de Durango.
Se posiciona como la 10.ª zona metropolitana más poblada de México con 1 375 248 habitantes. Se encuentra debajo de la zona metropolitana de Querétaro y la zona metropolitana de Ciudad Juárez.
Con poco menos de un millón cuatrocientos mil habitantes en 2020, la zona metropolitana de La Laguna concentra cerca del 1.09% de la población total del país.
Hoy en día la zona metropolitana es el centro neurálgico de las actividades comerciales y servicios de la Comarca Lagunera por lo que es de suma importancia para la región; así como por ser pieza clave en la economía del país.

## Definición de zona metropolitana
En 2004, el Consejo Nacional de Población (CONAPO), el Instituto Nacional de Estadística, Geografía e Informática (INEGI) y la Secretaría de Desarrollo Social (SEDESOL) acordaron definir área metropolitana luego de un trabajo conjunto como:
- El grupo de dos o más municipios en los cuales se ubica una ciudad de al menos 50,000 habitantes cuya área se extiende sobre los límites del municipio al cual pertenece originalmente incorporando influencia directa sobre otra u otras poblaciones aledañas regularmente con un alto nivel de integración socio-económica.
- Un solo municipio dentro del cual se ubica totalmente una ciudad con una población de al menos un millón de habitantes.
- Una ciudad con una población de al menos 250,000 hab. que forma una conurbación con una ciudad extranjera (en la mayoría de los casos, Estados Unidos).

## Demografía

### Municipios que conforman la Zona Metropolitana de La Laguna
La Zona Metropolitana de La Laguna está integrada por cuatro municipios, listados junto con su población según los datos definitivos del censo 2020; A continuación se presentan los datos más importantes de éstos:
| Municipio     | Entidad  | Población (2020) | Superficie (km²) |
| Torreón       | Coahuila | 720 848 hab.     | 1 282.8          |
| Gómez Palacio | Durango  | 372 750 hab.     | 842.4            |
| Lerdo         | Durango  | 163 313 hab.     | 2 147.7          |
| Matamoros     | Coahuila | 118 337 hab.     | 806.0            |
| Total         | Total    | 1 375 248 hab.   | 5,078.9 km²      |

Debido al alto crecimiento de la mancha urbana de Torreón en los últimos 10 años, hoy en día se encuentra próxima a las ciudades de Francisco I. Madero y San Pedro, por lo que en el 2015 se hizo la solicitud de integrarlos en la zona metropolitana de La Laguna. Dicha solicitud fue hecha por los Alcaldes de los dos municipios y el de Torreón.[cita requerida] La ciudad de Francisco I. Madero fue después desincorporada en 2023, quedando solo los 4 municipios originales, y la ciudad de San Pedro nunca fue incorporada. 

## Administración

### Instituciones que operan en la Zona Metropolitana de La Laguna
- IMPLAN Torreón - Instituto Municipal de Planeación y Competitividad de Torreón
- CCI LAGUNA - Consejo Cívico de las Instituciones Laguna
- SIMAS - Sistema Municipal de Aguas y Saneamiento (Torreón y Matamoros)
- SIDEAPA - Sistema Descentralizado de Agua Potable y Alcantarillado (Gómez Palacio)
- SAPAL - Sistema de Agua Potable y Alcantarillado (Ciudad Lerdo)
- CDML - Consejo para el Desarrollo Metropolitano de La Laguna
- CLIP - Consejo Lagunero de la Iniciativa Privada
- CMIC- Cámara Mexicana de la Industria de la Construcción
- Renacer Lagunero (organismo que impulsa el resurgimiento comunitario, económico e industrial de la Comarca Lagunera, a través de estrategias, proyectos y de la Agenda Ciudadana para el Fortalecimiento de la Cohesión Comunitaria, el Desarrollo y la Competitividad de la Comarca Lagunera, que elaboró, con la colaboración de 150 organizaciones de la sociedad civil, universidades y cámaras y organismo empresariales)
- FOMEC - Fomento Económico de La Laguna (organismo que promueve la atracción de inversiones productivas a la región brindando información y soporte a las empresas y gestionando ante gobierno la facilitación de los trámites y la dotación de los incentivos y la infraestructura física que requieren las empresas interesadas en invertir en la región)

## Geografía

### Clima
La Laguna es una zona que se caracteriza por sus limitados recursos hídricos y por su clima seco templado. Es una región, que se localiza en la zona norcentral de México, en llanuras y planicies de una altitud media de 1.100 m s. n. m., circundadas por cadenas montañosas de 2.800 m s. n. m. a 3.200 m s. n. m., consiste predominantemente en zonas áridas y semiáridas, donde por razones climáticas y de relieve se tiene de manera permanente un problema de baja o reducida disponibilidad de agua.
La escasa precipitación y las características del terreno sólo favorecen la aparición de corrientes intermitentes y efímeras. Sólo los principales ríos tienen flujos permanentes.

### Orografía
Ubicada en una extensa planicie semidesértica con escasas, pero importantes prominencias rocosas de la edad Mesozoica y también cuenta con grandes elevaciones en todo el territorio que comprende.

### Hidrografía
En la región se observan cuatro principales usos del agua, que en orden de importancia son: agrario (89 %); público urbano (7 %); pecuario (2 %) e industrial (2 %). Del total del volumen utilizado para satisfacer estas demandas, el 60.6 % se extrae del subsuelo mediante el aprovechamiento de los acuíferos Principal, Ceballos, y Oriente Aguanaval; el 39.4 % restante del volumen proviene de aguas superficiales.
Las obras de almacenamiento que destacan por su importancia, se encuentran todas situadas en el estado de Durango, y son las siguientes:
- Presa Lázaro Cárdenas o “El Palmito”, en los municipios de Indé y El Oro.
- Presa Francisco Zarco o “Las Tórtolas”, en el municipio de Lerdo.
- Presa Ing. Benjamín Ortega Cantero o “Agua Puerca”, en el municipio de Mapimí.
- Presa Los Naranjos, en el municipio de Simón Bolívar.
- Presa Licenciado Francisco González de la Vega o “La Catedral”, en el municipio de Rodeo.

## Deportes
La región cuenta con equipos profesionales en las diferentes ligas nacionales:
- En futbol, el Club Santos Laguna.
- En béisbol, los Algodoneros de Unión Laguna.
- En basquetbol, los Laguneros de La Comarca.

Anteriormente, existieron otros dos equipos de fútbol y 1 de basquetbol:
- Club de Fútbol Laguna
- Club de Fútbol Torreón
- Algodoneros de la Comarca

## Economía
Existen grandes cadenas empresariales dedicadas a diferentes rubros que son originarias de La Laguna, como por ejemplo: la compañía lechera Lala, cuyo nombre deriva de la abreviación de "La Laguna"; la cadena de supermercados Soriana e Hipermart; la empresa de quesos Chilchota, la compañía cervecera Grupo Modelo, las tiendas departamentales Cimaco y las instalaciones de la empresa minera Industrias Peñoles, entre otras.[cita requerida]
La región tiene una vocación industrial del ramo metal-mecánico y de la industria de manufactura.[cita requerida]
De acuerdo con recientes estudios, la dinámica económica de la Zona Metropolitana de La Laguna es muy alta dentro de la región norte del país.
El PIB de la zona metropolitana de la laguna, al 2024 es de $430 MDP, lo que la posiciona como la numero 2 de las ciudades/municipios con mayor PIB en el estado de coahuila, solo por detras de la Zona metropolitana de Saltillo. A nivel nacional ocupa el numero 12. 
El PIB de la ZM de La Laguna es comparable al de otras áreas metropolitanas de México, tales como la Zona Metropolitana de Querétaro, Saltillo, Ciudad Juárez y la Zona Metropolitana del Valle de Toluca.[cita requerida]